# 真菅村
真菅村（ますげむら）はかつて奈良県にあった村。現在の橿原市西部にあたる。
村名の由来は柿本人麻呂が詠んだ「真菅よし 宗我の河原に鳴く千鳥 間無しわが背子 わが戀ふらくは」に因む。「真菅」の読みはますげ、ますがに分かれており、前出の歌もどちらで詠んでいたのか説が分かれている。 橿原市立真菅小学校は前者、近鉄大阪線の駅と橿原市立真菅北小学校は後者の読みを採っている。

## 歴史
- 1889年（明治22年）4月1日 - 町村制施行により高市郡土橋村、中曽司村、北妙法寺村、地黄村、曽我村、五井村、寺田村、慈明寺村、大谷村、小槻村が合併し、真菅村が発足。
- 1956年（昭和31年）2月11日 - 高市郡今井町・八木町・畝傍町・鴨公村、磯城郡耳成村と合併し橿原市を設置して消滅。

## 交通

### 鉄道路線
- 近畿日本鉄道
  - 大阪線
    - 真菅駅